# Chagres
De Chagres (Spaans: Río Chagres) is een rivier in centraal Panama. Op twee plaatsen in de rivier liggen dammen om de watertoevoer voor het Panamakanaal veilig te stellen dan wel dit bevaarbaar te houden. De rivier start in de bergen van centraal Panama en stroomt aanvankelijk naar het westen om halverwege een bocht in noordwestelijke richting te maken en uit te monden in de Caraïbische Zee.

## Beschrijving

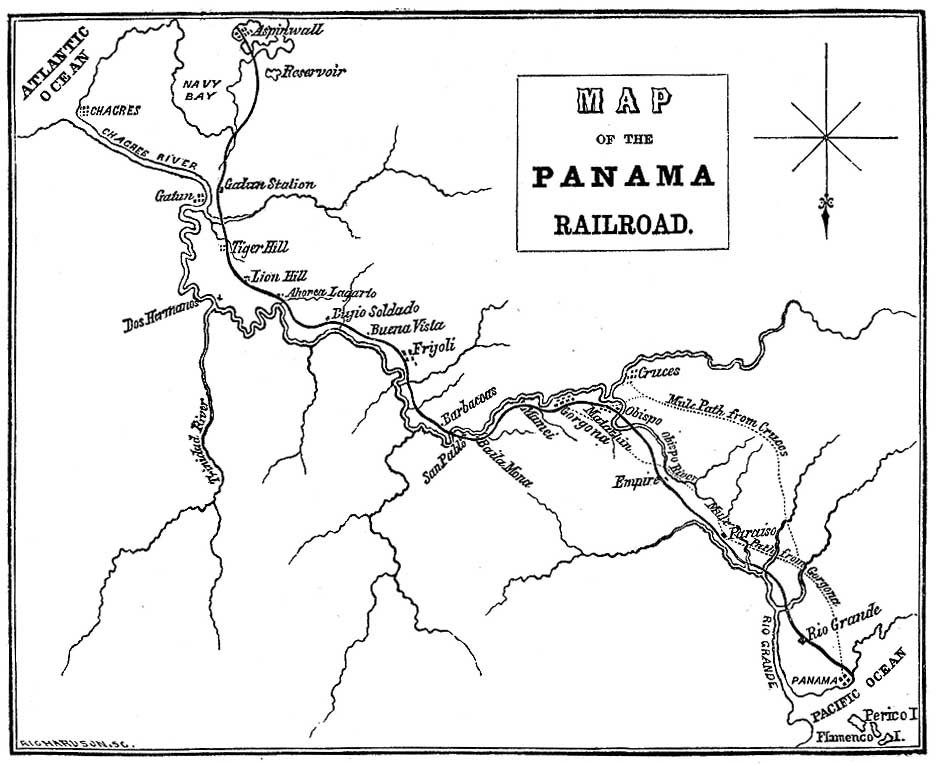
Chagres voor de aanleg van het Panamakanaal

De rivier begint in het San Blas gebergte en heeft een stroomgebied van 3400 km². De rivier volgt aanvankelijk een westelijke route parallel aan de kustlijn met de Caraïbische Zee tot waar de rivier Obispo in de Chagres uitmondt, dit is bij het huidige Gamboa. Vanaf hier maakt de rivier een bocht naar rechts in noordwestelijke richting. Op een paar kilometer ten westen van de Baai van Limón (Spaans: Bahía Limón) stroomt de rivier in de Caraïbische Zee. De Chagres telt 26 zijrivieren, elk met een vergelijkbaar karakter.
Van het begin tot de Obispo is het terrein bergachtig, maar daarachter wordt het terrein vlakker en stroomt de rivier rustiger. Vlak bij de monding was er een groot moerasgebied.
De Chagres is een regenrivier. In het acht à negen maanden durende regenseizoen valt er gemiddeld ruim drie meter water in het gebied. Tijdens de aanleg van het Panamakanaal hield men rekening met een maximale neerslag van 15 centimeter per uur. Bij Gamboa was de grootste stijging van het waterniveau in de rivier zeven meter binnen 24 uur; de waterafvoer steeg van 230 m³/s naar 2550 m³/s op de piek. Deze sterke fluctuaties en de onvoorspelbaarheid maakten belangrijke ingrepen noodzakelijk voor een veilig scheepvaartverkeer op het Panamakanaal.

## Ingrepen tijdens bouw van Panamakanaal
Tijdens de Franse bouwperiode van het Panamakanaal ging men aanvankelijk uit van een kanaal op zeeniveau. In de bouwplannen waren geen sluizen opgenomen. Er werd een parallelkanaal gepland dat het water van de Chagres veilig zou afvoeren. Op deze wijze werd het waterniveau in het kanaal niet beïnvloed.
De Amerikanen zagen af van een kanaal op zeeniveau. Zij wilden met sluizen aan het begin en het eind van het kanaal het waterpeil naar 26 meter boven het zeeniveau tillen, dit had als groot voordeel dat de hoeveelheid af te graven grond fors zou afnemen. Het water van de Chagres was wel essentieel bij de kanaalplannen; men besloot de rivier bij de Baai van Limón af te dammen en een natuurlijk meer aan te leggen. Het meer in het vlakke deel van het stroomgebied van de Chagres deed de graaf- en baggerwerkzaamheden verder verminderen. Het meer werd groot genoeg om de wisselende waterafvoer van de Chagres op te vangen, maar bevatte ook voldoende water voor het schutten van de schepen tijdens het droge seizoen.
Het karakter van de Chagres stroomopwaarts van Gamboa, waar de rivier het meer binnenstroomde bleef onveranderd, maar stroomafwaarts is de rivier opgegaan in het Gatúnmeer. Stroomopwaarts van Gamboa werden diverse meetstations opgericht. De bemanning van deze stations gaf via de telefoon de waterafvoer van de rivier door zodat de kanaalbeheerder - zo nodig - actie kon nemen om een stijging van het waterniveau van het meer op te vangen.
In 1935 werd besloten een tweede dam in de Chagres aan te leggen, de Maddendam. De aanleg van deze dam was noodzakelijk om te zorgen voor voldoende water tijdens het droge seizoen. Als het niveau van het Gatúnmeer te laag zou worden, kon de Maddendam extra water doorlaten.
Het stroomgebied aan het begin van de rivier ligt in een tropisch regenwoud. In 1985 werd het een beschermd gebied onder de naam Chagres National Park (Spaans: Parque Nacional Chagres).

## Ontdekking

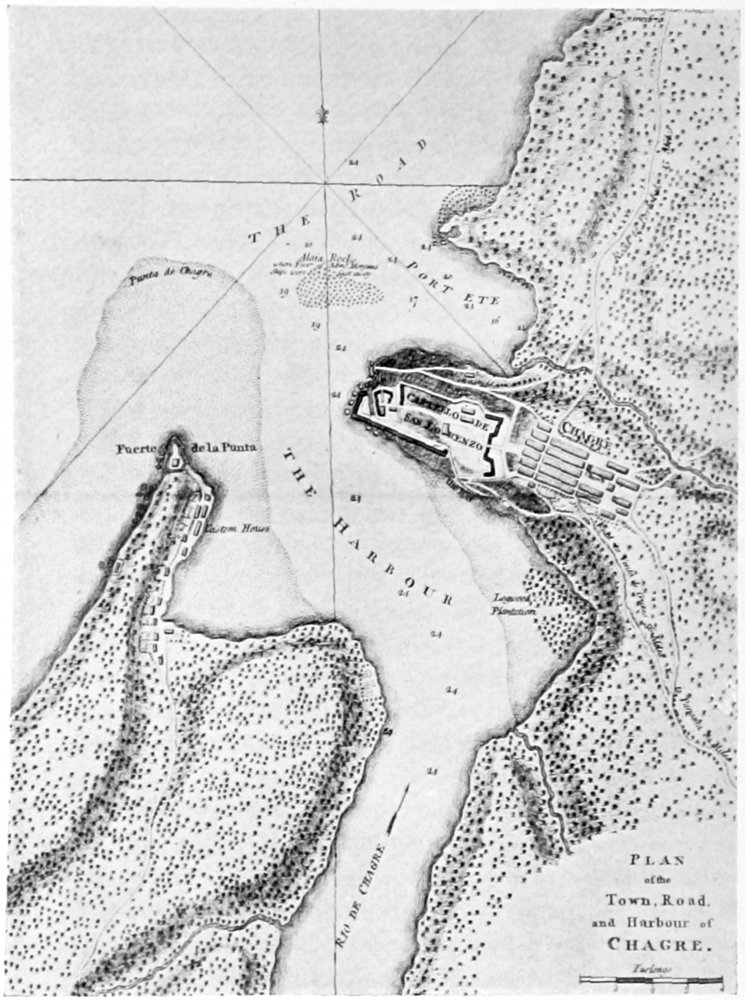
Fort San Lorenzo aan de monding van de Chagres omstreeks 1739

De Chagres werd in 1527 ontdekt door de Spaanse ontdekkingsreiziger Hernando de la Serna. Hij stichtte de stad met dezelfde naam aan de monding van de rivier en bouwde het fort San Lorenzo. In de Spaanse tijd werden goederen over land via de Camino Real vervoerd van Panama-Stad naar Cruces om vandaar op schepen geladen te worden. Deze schepen zeilden naar de monding van de Chagres. Van hieruit vertrokken grotere schepen om de lading verder te vervoeren. Dit pad, de "Camino Real", werd tot de 19e eeuw gebruikt.

## Naslagwerk
- (en)  The Chagres: River of Westward Passage van John Easter Minter (onderdeel van Rivers of America Series; uitgeverij Rinehart & Company; 1948)

- Library of Congress Control Number: sh85022325
- Nationale Bibliotheek van Israël: 987007284797105171
- Virtual International Authority File: 315526869